# Annona neolaurifolia
Annona neolaurifolia este o specie de plante angiosperme din genul Annona, familia Annonaceae, descrisă de H. Rainer. Conform Catalogue of Life specia Annona neolaurifolia nu are subspecii cunoscute.